# Juan del Valle
Juan Sánchez García (Mozoncillo, 1500 ca - Francia, 1563) conocido como Juan del Valle, fue el primer obispo de Popayán (actualmente Colombia) de 1546 a 1563.

## Biografía
En Mozoncillo, Provincia de Segovia, España, nació el primer obispo de Popayán en el seno de la familia Sánchez García hacia el año 1500; habiéndose decidido por la vida eclesiástica, al llegar a Salamanca para aplicarse a sus estudios y por ser de la planicie y no de la sierra, fue apodado “Del Valle”. Nada se conoce de su infancia y juventud pero, en cambio, se sabe un poco más acerca de su formación académica, su labor magisterial y su posterior ministerio episcopal en Popayán, la única sede que regentó.
Después de haber conseguido el bachillerato en artes y en teología, entre 1529 y 1532, Juan del Valle hizo su curso de jurisprudencia en la Universidad de Salamanca para obtener el 1 de septiembre de 1536 el título de bachiller en cánones según lo atestigua el libro de actas de grado de dicha institución (Libro 550, Folio 37).
En 1541 era catedrático de artes liberales en la universidad salmantina, lo que permite confirmar que había ya alcanzado el nivel académico de maestro (magíster) y la ordenación sacerdotal. Se sabe que en 1546, cuando fue elegido obispo de Popayán, aún ejercía la docencia en Salamanca. El talante de Juan del Valle como estudiante y luego catedrático permite entender mejor la predilección que el rey Carlos I (de España y V del Sacro Imperio Romano Germánico) y su Consejo de Indias tuvieron para presentar al papa Paulo III a este sacerdote académico para que ocupara por primera vez la sede episcopal de Popayán. 
El 26 de mayo de 1547 un breve pontificio autorizaba a Juan del Valle para que se consagrara ante un solo obispo, acontecimiento que se llevó a cabo el 27 de agosto siguiente y en Aranda del Duero, una ciudad del obispado de Osma, España, el 8 de septiembre del mismo año se llevó a cabo la erección del obispado de Popayán estableciendo su organización interna. Así narra su elección el primer obispo de Popayán en el texto de tal erección: 
“[Los reyes] después de haber implorado para esto el consentimiento de la Silla Apostólica, determinaron con parecer del Consejo Real, construir, edificar y fundar en dicha provincia una Iglesia con silla episcopal, iglesias parroquiales, dignidades, canonjías, prebendados, beneficios y otras cosas semejantes; y para verificarlo me sacaron de en medio de las disputas y escuelas de Salamanca aunque inútil y del todo inhábil para la ejecución de tan grande obra no faltando en sus reinos otros más dignos por sus costumbres y doctrinas, que a mi parecer llenarían cumplidamente sus santísimos deseos, y me nombraron y eligieron por primer Obispo, aunque indigno, de Popayán.”
La extensa diócesis correspondía al territorio de los actuales departamentos de Putumayo, Nariño, Cauca, Valle del Cauca, Chocó, Antioquia, Caldas, Risaralda, Quindío y sur del Huila. Con el paso de los siglos en el antiguo territorio del obispado se hallarían, como hoy lo son, 27 circunscripciones eclesiásticas divididas en 5 arquidiócesis, 20 diócesis y 2 vicariatos apostólicos, correspondiente geográficamente a un tercio de la actual Colombia.

## Legado de Juan del Valle
Luego de la erección del obispado, Juan del Valle procedió a organizar su viaje a Popayán donde llegó con su comitiva en el mes de noviembre de 1548  para tomar posesión definitiva del obispado. Un intento por encontrar misioneros para formar doctrinas de indios lo adelantó Juan del Valle en 1552 cuando bajo la dirección de fray Francisco Carvajal logró que se estableciera en Popayán el convento de dominicos. Dispersados por todo el territorio del obispado fueron grandes colaboradores del obispo hasta que muy pronto se vieron reducidos en número y se cerró esta misión; a pesar de los esfuerzos del Obispo por evitar su marcha, el paso de los dominicos por Popayán en esta primera etapa fue efímero hasta su posterior regreso en 1575.
Pero no servía de mucho tener clérigos doctrineros si no se cumplían las provisiones reales para la protección de los indios; por ello el obispo denunció que algunos encomenderos ponían a estos como esclavos para sacar oro de sus minas y otros los obligaban a trasportar mercancías a sus espaldas desde el puerto de Buenaventura hasta el interior de la gobernación. En este contexto Juan del Valle se destacó por vigilar las expediciones españolas, reunir a los indios en poblados, crear escuelas donde se dictara gramática y denunciar los maltratos a los indígenas. Así escribía: 
“Los tienen por tan propios como un caballo o un negro, que compran con sus dineros y así andan sin pleito diciendo: mi indio, mi india, como mi esclavo. Y así les toman la gallina, el algodón, la mata y lo demás, no dejándoles sino lo que pueden esconder y públicamente los alquilan para llevar cargas y hacer casas y los demás trabajos no dando nada a los indios sino solo al encomendero… todo esto procede de no haberse tasado la tierra porque si estuviera tasada supiera el indio lo que había de dar a su amo y yo lo que había de castigar si no me lo impidieran como hasta ahora me lo han impedido.”
La situación de la diócesis de Popayán en sus inicios fue de pobreza general en la región, lo cual era un punto en contra para la evangelización: el obispo no hallaba cómo sustentarse bien, los clérigos seculares preferían irse al Perú y dejar abandonadas sus parroquias, los frailes huían de sus superiores, las iglesias no estaban bien construidas y no existía cabildo eclesiástico pues estaba proveído solo un prebendado, el maestrescuela, que además no vivía en Popayán por ser la renta demasiado pobre. Sin embargo, este primer obispo de Popayán logró construir una incipiente catedral de tapia y teja y el 1 de diciembre de 1558 hizo la renovación de la erección del obispado, rescatando el texto que había firmado en España en 1547.
La memoria de Juan del Valle, primer Obispo de Popayán, señalado por sus detractores contemporáneos, sin embargo fue reivindicada cuando con el paso del tiempo se le dio la razón a sus denuncias en favor de los indígenas. El estilo pastoral, cercano a la defensa de los vulnerables, marcó el sendero para que los futuros prelados se distinguieran por la defensa de los nativos y la conservación de las buenas costumbres entre los españoles; habrá casos de excepción, pero en general, sus sucesores sintieron la necesidad de guardar este legado y actualizarlo en cada época, según las circunstancias, como se verá con su inmediato sucesor, Agustín de Coruña.